# Cantonul Saint-Amant-de-Boixe
Cantonul Saint-Amant-de-Boixe este un canton din arondismentul Angoulême, departamentul Charente, regiunea Poitou-Charentes, Franța.

## Comune
- Ambérac
- Anais
- Aussac-Vadalle
- La Chapelle
- Coulonges
- Maine-de-Boixe
- Marsac
- Montignac-Charente
- Nanclars
- Saint-Amant-de-Boixe (reședință)
- Tourriers
- Vars
- Vervant
- Villejoubert
- Vouharte
- Xambes